# Magganasita
La magganasita és un mineral de la classe dels fosfats.

## Característiques
La magganasita és un arsenat de fórmula química CuFe3+₃O(AsO₄)₃, molt semblant a l'auriacusita. Va ser aprovada com a espècie vàlida per l'Associació Mineralògica Internacional l'any 2022, i encara resta pendent de publicació. Cristal·litza en el sistema triclínic.
Segons la classificació de Nickel-Strunz la magganasita pertany a «08.BN - Fosfats, etc. amb anions addicionals, sense H₂O, només amb cations de mida gran, (OH, etc.):RO₄ = 0,33:1» juntament amb els següents minerals: aradita, fluorpiromorfita, fluorsigaiïta, fluoralforsita, alforsita, belovita-(Ce), clorapatita, mimetita-M, johnbaumita-M, fluorapatita, hedifana, hidroxilapatita, johnbaumita, mimetita, morelandita, piromorfita, fluorstrofita, svabita, turneaureïta, vanadinita, belovita-(La), deloneïta, fluorcafita, kuannersuïta-(Ce), hidroxilapatita-M, fosfohedifana, hidroxilpiromorfita, estronadelfita, fluorfosfohedifana, carlgieseckeïta-(Nd), vanackerita, miyahisaïta, pieczkaïta, hidroxilhedifana, pliniusita, parafiniukita, arctita, krügerita i goryainovita.

## Formació i jaciments
Va ser descoberta a la fumarola Arsenàtnaia, situada al volcà Tolbàtxik (Krai de Kamtxatka, Rússia). Aquest volcà rus és l'únic indret de tot el planeta on ha estat descrita aquesta espècie mineral.